# Colla Bassa (Prealpi liguri)
La Colla Bassa (1.570 m s.l.m.) è un valico delle Alpi liguri situato in Provincia di Cuneo. Collega l'alta Val Tanaro con la Valle del Pennavaira.

## Descrizione
Il colle si apre sulla catena principale alpina tra i bacini del Tanaro e del Pennavaira (quest'ultimo tributario del Mar Ligure). A sud-ovest del valico si trova il Monte della Guardia mentre verso nord-est lo spartiacque prosegue con il Monte Armetta, la cima più elevata delle Prealpi Liguri.

## Geologia
Nella zona della Colla Bassa sono presenti rocce calcaree di origine triassica. In direzione del monte Armetta, sul versante che guarda verso il Tanaro, si trova la Grotta dei Dighè. La cavità, anche nota come Garb del Dighea, è stata esplorata a fine Ottocento da un punto di vista entomologico ed ospita una interessante fauna troglobia tra cui un artropodo endemico della Val Tanaro, Plectogona sanfilippoi, subsp. Digheae. All'interno la cavità è molto vasta e contiene alcune stalattiti.

## Escursionismo

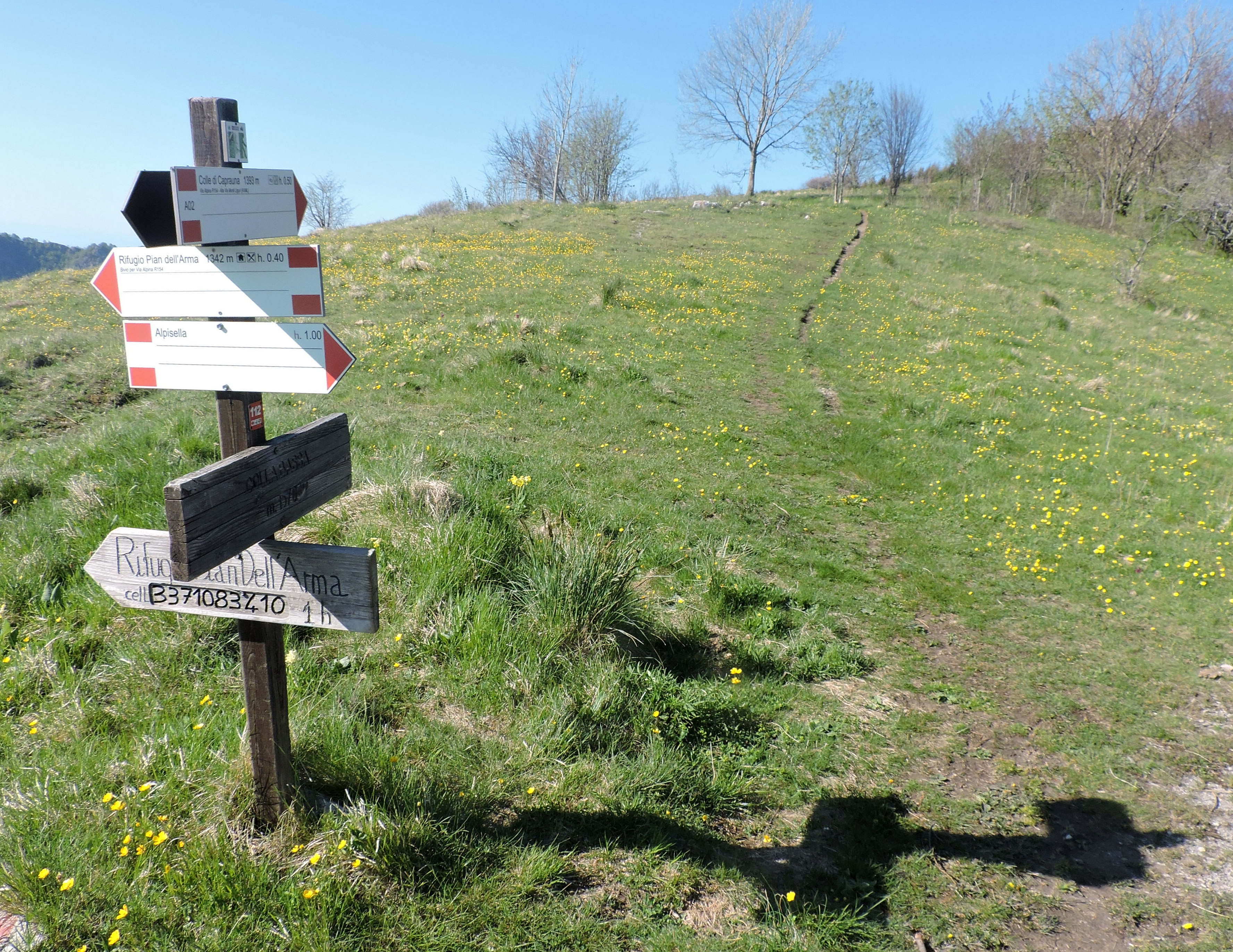
Palina segnaletica sul punto di valico

La Colla Bassa è raggiungibile per sentiero sia da Alpisella (comune di Ormea), da dove può costituire una tappa intermedia per la salita al Monte Armetta, che da Caprauna. È inoltre sul percorso dell'Alta via dei Monti Liguri, nella tappa che collega il Passo di Prale con il Colle San Bartolomeo di Ormea.